# Alburnoides ohridanus
Alburnoides ohridanus és una espècie de peix cipriniforme de la família dels ciprínids.